# 鮮演
鲜演（1048年？—1118年），辽朝僧人，本李姓。怀州（今内蒙古巴林右旗幸福之路苏木）人。
鲜演幼年父亲李从道去世，母亲杨氏教子有方，教他儒典、佛经。同乡太师大师收他为徒，在上京开龙寺出家为僧。鲜演凡所见闻，皆长于众。清宁五年（1059年），鲜演经赋均获第一。不久他云游四方，至中京大定府、南京析津府，讲解经典，通释教义。他受到了秦楚国大长公主的赏识，请入竹林寺为讲主，辽道宗赐紫衣慈惠德之号。咸雍二年（1066年），辽道宗至南京时，任命鲜演为上京开龙寺和黄龙府讲主。鲜演撰有《仁王护国经融通疏》《菩萨戒纂要疏》《唯识论掇奇提异钞》《花严经玄谈决择记》《摩诃论显正疏》《菩提心戒》《诸经戒本》及《三宝六师外护文》十五卷等。高丽王子僧统都来向他学习。辽道宗常召鲜演入宫，大安五年（1089年），授予他“圆通悟理”师号。寿昌二年（1096年）又封他为崇禄大夫，检校太保。鲜演曾奉旨开坛讲经七十二次，听众逾万人。辽天祚帝乾统元年（1101年），升任他为特进，守太保；乾统六年（1106年），升任特进，守太傅。追封父母，恩加弟弟、侄儿。天庆二年（1112年）鲜演辞职返原籍。天庆八年（1118年）四月去世，终年七十有余。